# Maria Lisa (Rose)

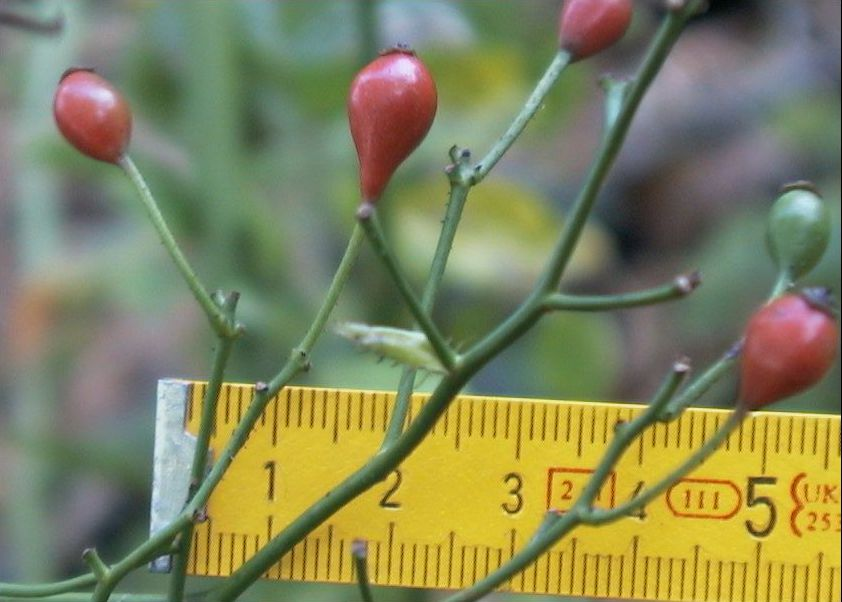
Hagebutten von ‘Maria Lisa’

Die Rosensorte ‘Maria Lisa’ ist eine Hybride der Büschel-Rose (Rosa multiflora). Die Rambler-Rose wurde 1925 von dem Augustinermönch Bruder Alfons (bürgerlich Franz Karl Brümmer, 1874–1948) gezüchtet und neben anderen Sorten dem Rosarium Sangerhausen zur Überprüfung gegeben. 1936 wurde ‘Maria Lisa’ von Liebau in den Handel gebracht. Sie wird auch unter dem Namen ‘Maria Liesa’ geführt. Maria und Liesa waren zwei Frauen, die im Kloster von Bruder Alfons in Germershausen arbeiteten.
‘Maria Lisa’ blüht einmal im Juni bis Juli sehr reich, mit etwa 3 cm großen, ungefüllten, duftenden, rosa Blüten mit hellem Auge. Die Blüten sind eine wertvolle Bienenweide und stehen in Büscheln zu 20 bis 60. Im Herbst bilden sich zahlreiche korallenrote Hagebutten. Als Kletterrose kann sie an einem Gerüst oder einer Hauswand bis zu 4 m hoch wachsen. Ihr Laub ist dunkel und glänzend. ‘Maria Lisa’ ist frosthart bis −29 °C (USDA-Zone 5) und robust.